# ويزلي روبرتس
ويزلي روبرتس (بالإنجليزية: Wesley Roberts)‏ هو سباح نيوزلندي، ولد في 24 يونيو 1997.